# Oricopis intercoxalis
Oricopis intercoxalis là một loài bọ cánh cứng trong họ Cerambycidae.